# Missegre
Missegre és una vila a la regió d'Occitània, departament de l'Aude, districte (o arrondissement) de Limós, i cantó de Coisan. Està situat en una vall al peu de les muntanyes de les Corberes. Té uns 70 habitants i està a 610 metres d'altitud. El terme té unes 700 hectàrees. L'església parroquial d'estil gòtic està dedicada a Sant Vicenç. Queden les restes d'un castell (conegut com el Castelhas de Missegre) que se situat més amunt del poble a 832 metres, anomenades al seu temps Castell de Montcurni (Chateau de Montcournnie) que controlava el pas des del coll de Sant Lluís a Carcassona sense passar per Limós.
La vila està documentada el segle IX amb el nom de Milsiricum o Melisiricum. Més tard el nom apareix com Messigra, Miselgre. Mileric i altres variants. Missègre és el nom des del 1781.